# Chrysopilus itoi
Chrysopilus itoi är en tvåvingeart som beskrevs av Akira Nagatomi 1958. Chrysopilus itoi ingår i släktet Chrysopilus och familjen snäppflugor. Inga underarter finns listade i Catalogue of Life.